# Eleonora de Medici
Eleonora de Medici (28 februarie 1567 – 9 septembrie 1611) a fost cel mai mare copil al lui Francesco I de Medici, Mare Duce de Toscana și a Ioanei de Austria. A fost membră a faimoasei Case de Medici.

## Familie
În 1578, când Eleonora avea 11 ani mama ei a murit, iar mai târziu tatăl ei s-a recăsătorit cu Bianca Cappello. Eleonora a fost primul copil din cei șapte ai părinților ei. Sora mai mică a Eleonorei a fost Maria de Medici care a devenit regină a Franței și mama regelui Ludovic al XIII-lea al Franței. Eleonora a fost nașa lui Ludovic.
O altă soră mai mică a Eleonorei, Ana, a murit la vârsta de 14 ani. Restul fraților ei au murit în copilărie.

## Căsătorie
Medici s-a căsătorit cu Vincenzo I Gonzaga la 29 aprilie 1584. Pentru soțul ei a fost a doua căsătorie, după ce el a divorțat de Margherita Farnese. Trei din fiii Eleonorei au devenit Duci de Mantua și Montferrat iar fiica ei Eleonore a devenit Împărăteasă a Sfântului Imperiu Roman. Copiii lor au fost:
1. Francesco al IV-lea Gonzaga (7 mai 1586 – 22 decembrie 1612), Duce de Mantua și Montferrat între 9 februarie și 22 decembrie 1612.
2. Ferdinando I Gonzaga (26 aprilie 1587 – 29 octombrie 1626), Duce de Mantua și Montferrat din 1612 până la moartea sa.
3. Guglielmo Dominico (1589 – 1591), a murit în copilărie
4. Margerita Gonzaga (2 octombrie 1591 – 7 februarie 1632), soția lui Henric al II-lea, Duce de Lorena
5. Vincenzo al II-lea Gonzaga (7 ianuarie 1594 – 25 decembrie 1627), Duce de Mantua și Montferrat din 1626 până la moartea sa.
6. Eleonore Gonzaga (23 septembrie 1598 – 27 iunie 1655), soția lui Ferdinand al II-lea, Împărat Roman.

Cele două fiice ale ei au fost posibile mirese pentru Filip al III-lea al Spaniei după decesul soției acestuia, Margareta de Austria. În 1608 ea a aranjat căsătoria fiului ei cel mare Francesco cu Margareta de Savoia. Din căsătorie au rezultat trei copii dintre care numai fiica cea mare, Maria, a ajuns la vârsta adultă; Maria a fost mama Eleonorei Gonzaga care a devenit împărăteasă a Sfântului Imperiu Roman prin căsătoria cu Ferdinand al II-lea.

## Deces
Eleonora a murit la 9 septembrie 1611 la Cavriana, Italia, la vârsta de 44 de ani. Soțul ei i-a supraviețuit un an murind în 1612. Fiul lor Francesco a devenit Duce de Mantua timp de aproape un an; a murit în decembrie 1612. A fost succedat de frații săi.